# Sekete
Sekete of seketi is een Surinaamse dans- en muziekstijl. Ze bestond tot en met de trek naar de hoofdstad als seketi en kende sinds circa 1975 een nieuw leven onder de naam marron-kaseko, sekete-style of kortweg sekete.

## Oorsprong
Sekete ontstond onder Saramaccaners in een tijd dat marrons nog gescheiden leefden van creolen op plantages. De stijl verdween met de trek van marrons naar de steden.
Volgens André Mosis zou de oorspronkelijke benaming onder de marrons seketi zijn geweest en zou sekete uitsluitend hebben verwezen naar de creoolse muziekstijl op de plantages.

## Sekete-style
Rond 1975 werd de muziek vermengd met kaseko door aan de oude liedjes een ander slagwerkpatroon te geven. Het snellere ritme maakt dansen moeilijker. De stijl hangt, net als kaseko, dicht aan tegen Afrikaanse muziek. Onder meer worden pentatonische toonladders gebruikt.
In 1977 werden The Cosmo Stars opgericht en werd de muziek bekend onder een groot publiek in Suriname. Na een muziekreis in Nederland bleef een deel van de groep achter en werd daar in de sekete-style succesvol als The Exmo Stars.